# チャーティズム
チャーティスト運動あるいはチャーティズム（英: Chartism）とは、一九世紀イギリスで起こった選挙法改正と社会の変革を要求する、急進派知識人とおもに下層の労働者たちの運動で、1830年から1850年代末までおよそ30年にわたって全国的に展開された政治運動である。その名は、1838年に運動の指導者たちが選挙制の改革を要求して成人男子選挙権を軸に起草した『人民憲章』（英: People's Charter）に由来する。『人民憲章』の内容は以下の六項目からなっていた。チャーティスト指導者の多くは議会への請願運動を重視し、三回にわたって「国民請願」を行っている。なお、一回目は反対235対賛成46、二回目は反対287対賛成49、三回目は賛成票15票という結果であった。
- 成人男子選挙権
- 秘密投票
- 毎年選ばれる一年任期の議会
- 議員に対する財産資格の廃止
- 議員への歳費支給

チャーティスト暴動

- 十年ごとの国勢調査により調整される平等選挙区

## 前史

### 1830年代初頭

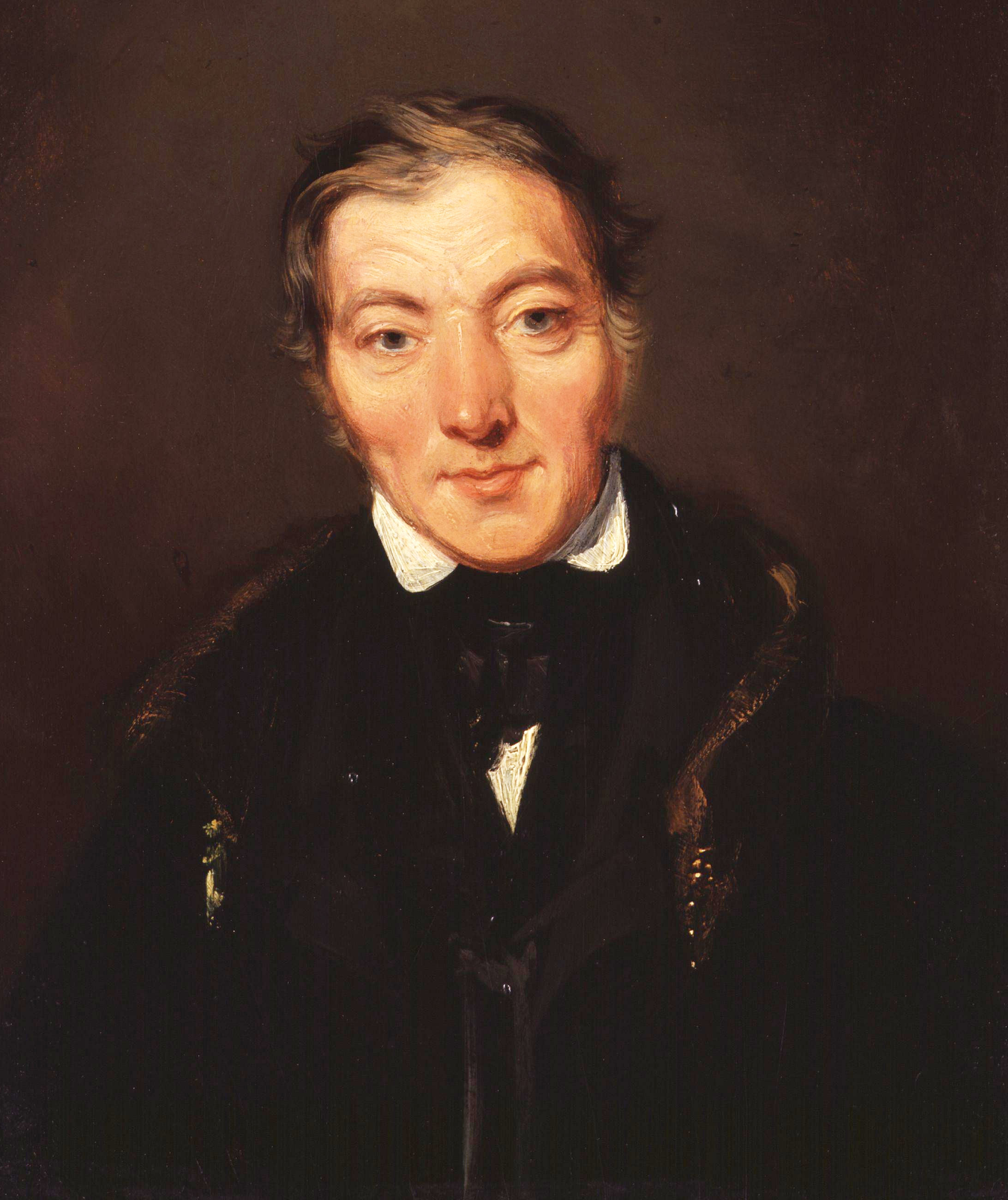
ロバート・オウエン

1817年、デヴィッド・リカードによって『経済学および課税の原理』が発表され、近代経済学は発展を見せた。かれは地代論を展開して、商品価値は労働力と関係があることを指摘した。また、商品を生産している労働者は対価として賃金を受け取るが、商品生産のための資本（土地・工場・機械・道具）を提供している資本家は労せず利潤を受け取る、これが社会の仕組み（資本主義）になっていることを明らかにしている。この経済論は「労働価値説」を説明するものであると同時に搾取の存在を示唆するもので、後の時代の社会主義思想の出発点になる考え方であった。このような考え方を発展させたのが、ロバート・オウエンである。オウエンは、産業の発達を真に担ったのは労働者であり、その労働者が貧しいのは資本家が搾取するためである、従って、労働者救済のために強固な組合組織と教育活動による社会の改良が必要であると考えていた。こうした考えは協同組合運動への労働者の結集へとつながっていく。
一方、1831年ヘンリー・ヘザリントンとウィリアム・ラヴェットは「労働者階級全国同盟」（英: National Union of the Working Classes） を結成、機関誌として『プア・マンズ・ガーディアン』を発行した。かれらはフランスの『人権宣言』とトマス・ペインの思想を前文に掲げて綱領を発表した。まず、利潤や地代による収奪を批判して、労働全収権を提唱して労働者が労働生産物の全価値を享受する権利を訴えた。これと同時に雇用主の搾取に抵抗するための団結権やストライキ権の保証を求めていた。そして、その手段を議会の毎年改選・成人男子選挙権の導入・庶民員議員の財産資格の撤廃など議会改革の推進に求めていた。政治改革に限らず、社会経済的な変革を要求し、労働者階級の窮状を打破しようとしたのである。

### 第一次選挙法改正

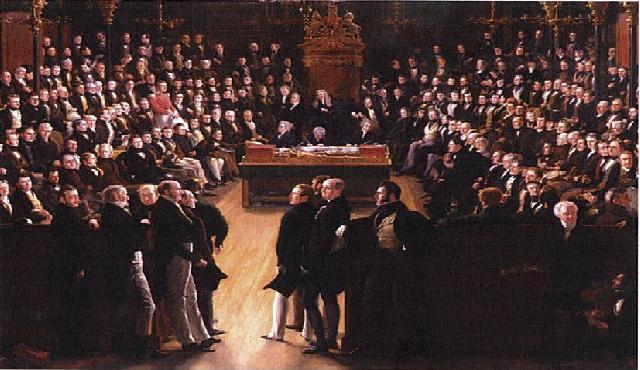
議会で対峙するグレイ伯爵（左）とウェリントン公爵（右）

1830年代の「危機」で中産階級と労働者階級による闘争は激しさを増し、第一次選挙法改正が実現していく。これにより、都市選挙区に居住する地方税評価額10ポンド以上の家屋・店舗を占有する戸主（十ポンド戸主選挙権）、地方選挙区に居住する地代50ポンド以上の自由土地保有者に選挙権が与えられた。また、議席再配分が行われ、腐敗選挙区の廃止と南部農村から北部工業地帯への議席の配当がなされた。その結果、都市の中産階級や地方の中農クラスにも選挙権が与えられていく。全体の1/5の議席が南部の過疎地区から北部工業地帯に移されていく。しかし、有権者資格に財産制限が残されたことにより、改革の範囲は不徹底なものとなり、結局、労働者階級は選挙権を持てずに終わった。

## 運動の形成期（1830年代）

### 『人民憲章』
一方、ロバート・オウエンは、様々な職種の職人達を糾合して労働組合の組織化を手伝っていた。1834年には労働組合大連合を発足させた。各地のストライキを支援し続けたが、その多くが資本家によるロックアウトで挫折していく。やがて、「大連合」の足並みは乱れ始め、戦闘的なストライキを試みる組合指導者と階級協調や協同組合主義を模索するオウエンの立場は隔たっていく。かくして「大連合」は崩壊してオウエン主義の後退が生じるが、この間隙のなかで選挙法改正運動において次なる運動－チャーティスト運動－が急激に浮上していく。

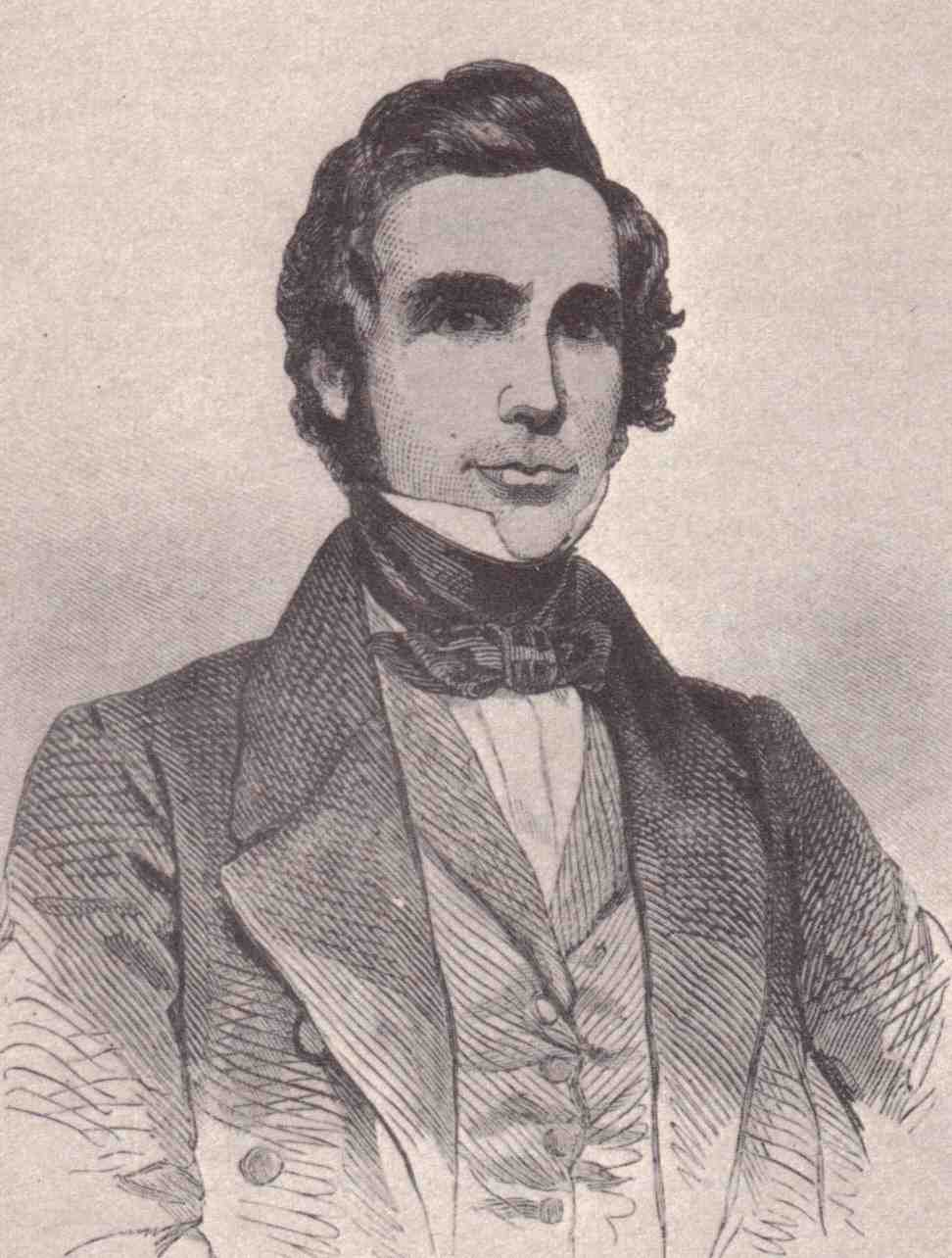
ウィリアム・ラヴェット

1836年の恐慌に際し、ヘザリントンとラヴェットをはじめとするロンドンの指導者たちは6月6日に集会を開いた。ロンドン労働者協会（以下LWMAと略記） を設立した。執行部は声明を出し、「イギリスには21歳以上の男子が602万いるうち、84万人にしか選挙権が与えられていない」ことを指摘した。「将来の奴隷制」（苦汗制度・現代的にはワーキング・プア）の根っこに存在していた腐敗した議会による支配構造を合法的に断ち切って平等な社会を実現させることを目標に、志ある人々の結集を呼びかけた。1837年5月31日と6月7日にLWMAと急進派議員が協議をし、綱領を起草して議会に提出することを誓約した。ラヴェットが草案を書き、著名な急進主義者であったローバックとフランシス・プレイスが手を入れたものを採択して1838年5月8日『人民憲章 - 庶民院におけるグレート・ブリテンおよびアイルランドの人々の正しい代表を規定する法案』が発表された。憲章の六項目は以下のような内容である。
- 成人男子選挙権
- 秘密投票
- 毎年選ばれる一年任期の議会
- 議員に対する財産資格の廃止
- 議員への歳費支給
- 十年ごとの国勢調査により調整される平等選挙区

1838年、バーミンガム集会が開催され、各地の代表団がこれに参加した。同集会では『人民憲章』を統一綱領に改革運動を結集する方法が検討された。「国民資金」の名で寄付を募って活動資金を調達すること、そして、「国民請願」と呼ばれる署名運動を推進し、代表団を選出して『人民憲章』を署名とともに議会に提出しようとした。この大会はチャーティスト運動の正式な幕開けとなった。
『人民憲章』とその壮大な理想は、多くの共感者を集めた。チャーティスト弁士ジョゼフ・レイナー・スティーブンス は社会の本来あるべき理想を以下のように語り、『人民憲章』獲得によってこれらの理想が実現され、労働者の「幸福」が成就されるであろうと人々に約束した。
かくして、運動は盛り上がりを見せ、各地の運動家たちは各地の集会で選挙を実施し、54名の評議員を選出し、1839年2月4日、代表者は「ジェネラル・コンベンション」（以下コンベンションと略記）なる会合をロンドンで開催した。これは単なる幹部会ではなく、フランス革命期におけるフランス議会「国民公会」を模して招集されたもので、多くのチャーティスト指導者にとっては「評議会」であった。最も有力な指導者であったファーガス・オコーナーは庶民院に代わる唯一の代表機関「人民議会」として位置づけていた。コンベンションは庶民院に革命の脅威を説き、庶民院に譲歩を試みようとした。『人民憲章』の法制化を要求する「国民請願」を敢行すると決議した。しかし、運動内部に派閥が形成されていた。

### 「理性派」と「暴力派」
1838年までに形成されたチャーティズムの主力は次の3つのグループと指導者に起源を持つ。
- 1. 北部・中部の繊維工業地帯で活動していた中産階級の急進派、バーミンガム政治同盟（英語版）（以下、BPUと略記）のトマス・アトウッド（英語版）が指導者。BPUは成人男子選挙権の獲得に目標を切り替え、チャーティズムに支持を表明しその運動に合流した。商店主などの下層中産階級を基盤とする。
- 2. LWMAとその影響下にあるグループ。古い町の比較的良い賃金をもらっている熟練労働者とする。指導者は第一次選挙法改正運動の初期に現れた、ラヴェット、ヘザリントン、ジェームズ・ブロンテル・オブライエン（英語版）などである。
- 3. 北部で活動していたアイルランド系の有力指導者ファーガス・オコーナー（英語版）が指導者。

チャーティスト運動は自然と二つの政策系列に分かれていった。

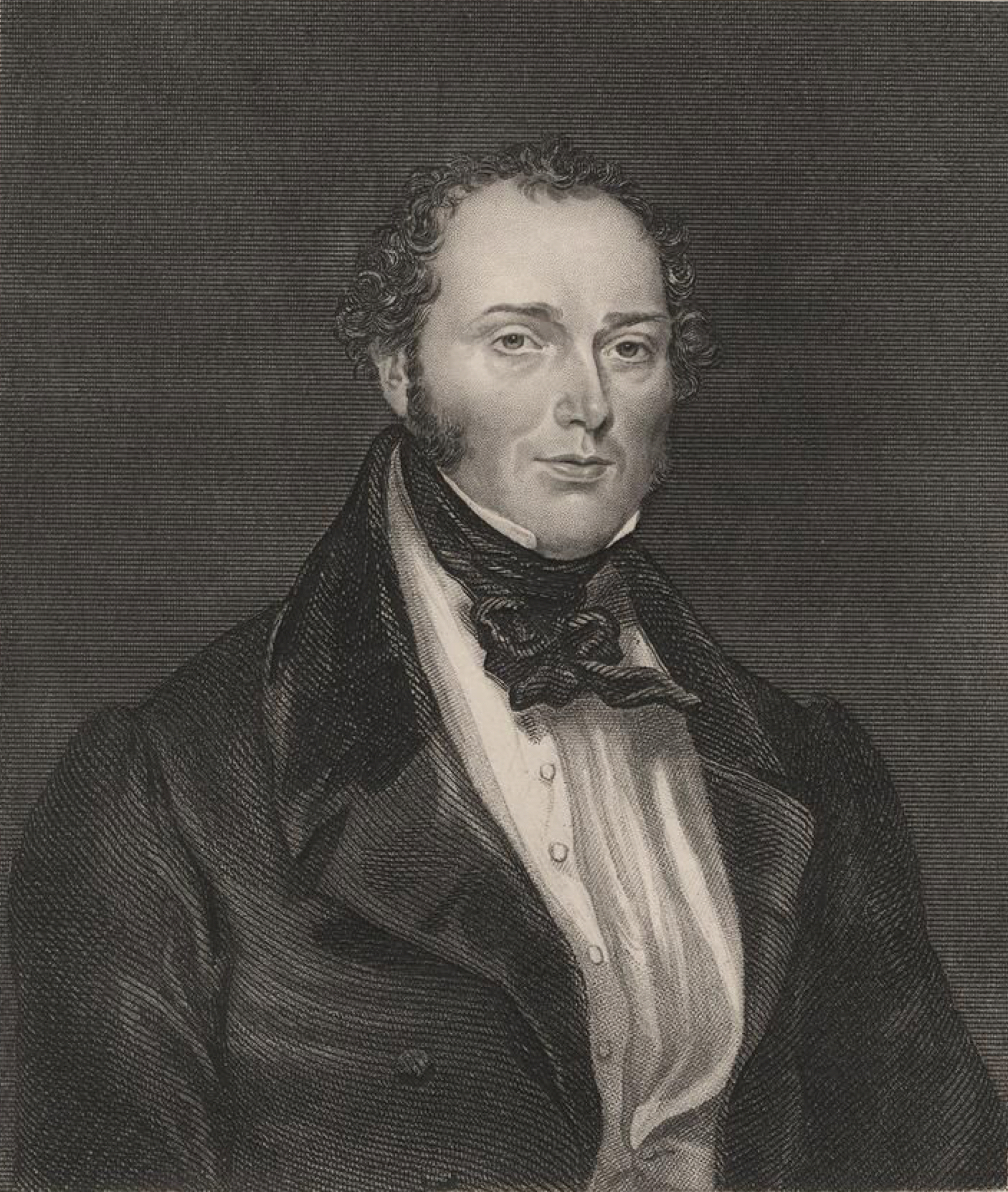
暴力派の代表的指導者ファーガス・オコナー。

理性派は法律の範囲内でゆっくりと組織を作ることを目指し、BPUやLWMAの影響を受けた勢力が中心となっていた。参加者への命令権は一切もたないこと、暴力的な扇動をしないこと、合法的な方法で運動を盛り上げることに力点を置いていた。LWMAは人々に運動への参加を呼びかげたが、中産階級の影響力を排除するためBPUとの統合を避け、会員を労働者に限定していた。また、『ロンドン・ディスパッチ』という機関紙を発行、労働者を啓発し世論を惹起させた。政治的には成人男子選挙権が目標だが、社会的には労働者に対する教育活動や新救貧法反対運動や穀物法問題、工場法改革などの社会改革によってブリテン社会の誤りを正すことを理想として掲げた。
暴力派は一層急進的で、ストライキや武装闘争も含む実力行使で改革の実現を志向していた。オブライエンやオコーナーが中心となっていた。
また、1837年、ジョージ・ジュリアン・ハーニー によってロンドン民主主義者協会（以下LDAと略記）が設立された。同団体は戦闘的な団体でイーストロンドン地区の下層労働者を結集してLWMAに対抗するものだった。
とりわけ、オコナーはダニエル・オコンネルによるカトリック解放運動や新救貧法反対闘争に参加し、選挙に立候補して当選しながら財産資格に到達していなかったため議席に付けなかった経歴の持ち主で、ブリテンの議会制度を憎んでいた。また、『ノーザン・スター』を発行しLWMAの『ディスパッチ』に対抗していた。一方、ハーニーはイーストロンドンに支持基盤があり、ロンドンにやって来たエンゲルス、そしてマルクスとも親交があって、最も初期に現れた共産主義者であった。

### 第一回国民請願（1839年）
当面の運動方針は、「国民請願」を推進して署名を集めて、議会に提出することに定められた。オブライエンは、「200万の署名を集めれば、70万の有権者から選出された議員からなる現在の庶民院は簒奪者であると示せる。これにより人民は万難を排して『人民憲章』の実現のために行動するであろう。」と述べ、必要な署名数を集めようと呼びかけた。署名数は128万を記録し、6月14日、アトウッドによって庶民院に提出された。
このとき、ラヴェットは「政府は専制政府であり、幾百万もの勤労大衆は奴隷である」と述べた上で、「次なる策」という過激な実力行使をめぐる提案を紹介し、コンベンションでは議論が白熱化した。
オブライエンは次の総選挙でチャーティストを選出し労働者代表を議会に送り込むとか、それが無理ならバーミンガムに「人民議会」を招集するといった反庶民院的な計画までその議論を展開した。スティーブンスは「庶民院を葬れ。貴族院を葬れ。王位を葬れ。そして説教壇そのものも葬れ。教会も焼き払え。あらゆる階級、あらゆる権威、あやゆる肩書き、あらゆる権力を葬れ。このような威厳、権威および権力がなくなれば、真正直で貧しい人々に、その労働と引き換えに快適な生活が保障されるであろう」と語って、人々を闘争に駆り立てた。また、印刷工のリチャードソンは預金の引き出し騒擾、紙幣を硬貨へ一斉に変更するといった金融攻撃を提言し、ニューキャッスル代表で急進主義者のロワリは「神聖な月」・「国民休日」と称するゼネストを提案した。さらに、地代や税の不払い、武器をとることなど突飛な主張まで提案された。主要都市で連日大規模なデモを実行するといった計画が話し合われた。
何をするのかということについてはっきりしたことは決定されなかったが、「できるならば平和的に、止むをえなければ暴力で」という考えが共通認識であった。可能な限り革命の恐怖心を煽り立てて庶民院から「歴史的な譲歩」を引き出すのが議論の真の目的であった。その中でもハーニーは、最も戦闘的な立場をとっており、『ロンドン・デモクラット』で「武装せよ」という声明を出していた。
このような中で各地で軍事訓練が密かに行われ、ついにバーミンガムで騒擾が発生し、戒厳状態のなかで政府の取り締まりが激化し、チャーティスト指導者はラヴェットの名で抗議声明を発表した。その結果、ラヴェットは12ヶ月間投獄されるに至る。

### ニューポート蜂起
チャーティズムの舵取りは、後見の指名を受けていたラヴェット夫人自身の意思もあって交代制になっていた。7月12日、第一回「国民請願」は否決された。反対235票、賛成46票という結果であった。請願の失敗を受けてコンベンションはゼネストの実施議論に移るが、深刻な生活不安のためストの継続は難しく「スト破り」が大量発生した。やがて多くの運動家が戦術を放棄し、各実行委員会は解散してしまう。しかし、チャーティスト指導者の投獄は特にウェールズで労働者たちの感情を激化させ、11月4日に呉服商ジョン・フロストを首領として、約1000人の民衆が武装してニューポート市内を行進して入獄者の釈放を要求したが、通報を受けていた軍隊と警察により銃撃され、14名のチャーティストが死亡する。政府により武力反乱と見なされたこの事件ニューポート蜂起 以後、1840年4月までオコナーやオブライエンなどチャーティストの大量逮捕・裁判が行われた。こうして一回目の運動は失敗に終わった。

## 運動の発展（1840年代前半）

### 第二回国民請願（1840年）
1840年、無数の勢力を統合するべしという獄中指導者の構想を受け、全国憲章協会 (National Charter Association) が創設される。これまでの同志会的連合を改め、期日ごとに会費を支払う一般会員の上に、地区会や支部会などが置かれ、最終的に中央執行員会が設置される党的な集権体制をとった。また、同時に「次なる策」論争で中産階級急進派は既に脱落しており、4万人の労働者会員を持つ政治勢力に純化していた。一方、ラヴェットは『人民憲章』の実現のためには労働者が知性や道徳性を改善せねばならないと考え、まずは労働者の教育を充実させることが重要であると見地から「人民向上国民協会」（以下、国民協会と略記）を設立した。中産階級の協力を前提とした階級協調の立場をとって、主に教育活動や平和的なデモ活動に専念するべきと説いた。
そんな中、オコナーが解放された。オコナーは「自由のライオン」、「憲章のチャンピオン」と讃えられ、憲章協会の頂点に立っていた。かつてのコンベンションは名を「ナショナル・コンベンション」に変え、完全にオコナー的な暴力派の影響下に入っていた。かれらは危機的な恐慌下で苦しむ人々の支持を背景に再び「国民請願」を実施する計画を立てる。1840年5月2日、331万もの署名による請願は急進派議員トマス・ダンカンの手で庶民院に提出されたが、自由党のジョン・ラッセルやトマス・マコーリーの反対演説により、まもなく287対49で否決された。

### 議会論争に見る反チャーティズム

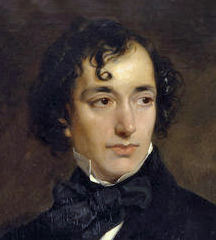
若き日のベンジャミン・ディズレーリ

一方、新進気鋭の若きトーリー議員ディズレーリは請願に反対票を投じたが、チャーティストに同情的な演説をおこなった。「この半年労働大衆は国富の増進に汗していたが、議員たちは民衆のために何をしただろうか」と述べ、政治の無策と労働者救済の必要を説いていた。この立場はトーリー・デモクラシーへと成長していく。
しかし、権利の平等を説いた進歩的な思想と社会を作り替えるという壮大な理想が皮肉なことにチャーティスト運動の落とし穴になっていた。『ノーザン・スター』紙が「社会主義とチャーティズムとは同一の目的を追求するもので、ただその方法が異なるだけだ。」と言及したことも、「資本制生産様式の廃止」をほのめかすものと受け止められて資本家の恐怖心を煽り、なによりも「正当な一日に対する正当な賃金」を優先させる労働組合との軋轢につながったと考えられる。
トマス・マコーリーはチャーティストについてこう語っている。

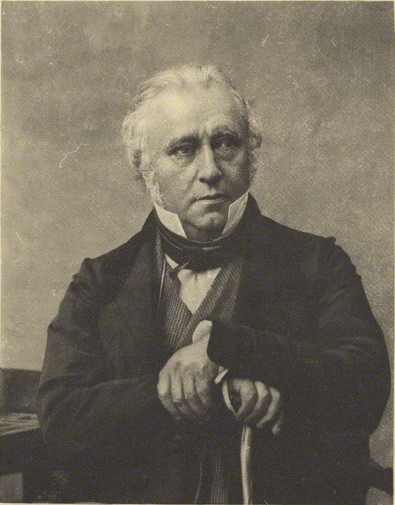
トーマス・マコーリー

マックス・ベアによる解説によれば、マコーリーの見解とは「私有財産はすべての文明、すべての進歩の基礎である。それは確かに貧困を含んでいる。しかしこれは必要悪で、文明の恩恵によって充分償わなれるものである。私有財産の廃止はひどく弊害を増大させ、文明の利益を破壊する。共産主義は悲惨にくわえて野蛮である。このような状態のもとで教養ある進歩的な政治家が普通選挙に賛成の投票することをどうして期待できようか」と反駁を加えたもので、私有財産制度に敵対するチャーティスト運動に対する強烈な敵意を表明している。これは一九世紀中期の自由主義者の典型的な見解だが、私有財産制度が資本主義社会の根本なのだから、反チャーティズムが庶民院における大勢を占めるのは自明のことだった。
チャーティストも自由党（ホイッグ党）を敵視していた。チャーティストにとっての敵とは反動主義の代名詞で「ピータールー虐殺者」であった保守党ではなく、むしろ地元の工場や職場の雇用主が支持している自由党であって、自由党を「社会正義の裏切り者」、「金持ち贔屓の抑圧者」として見なしていた。したがって、チャーティストは保守党の理解と協力を期待する傾向が有り、保守党も自由主義への嫌悪感からチャーティストに同情的だったのである。

### 1842年総ストライキ

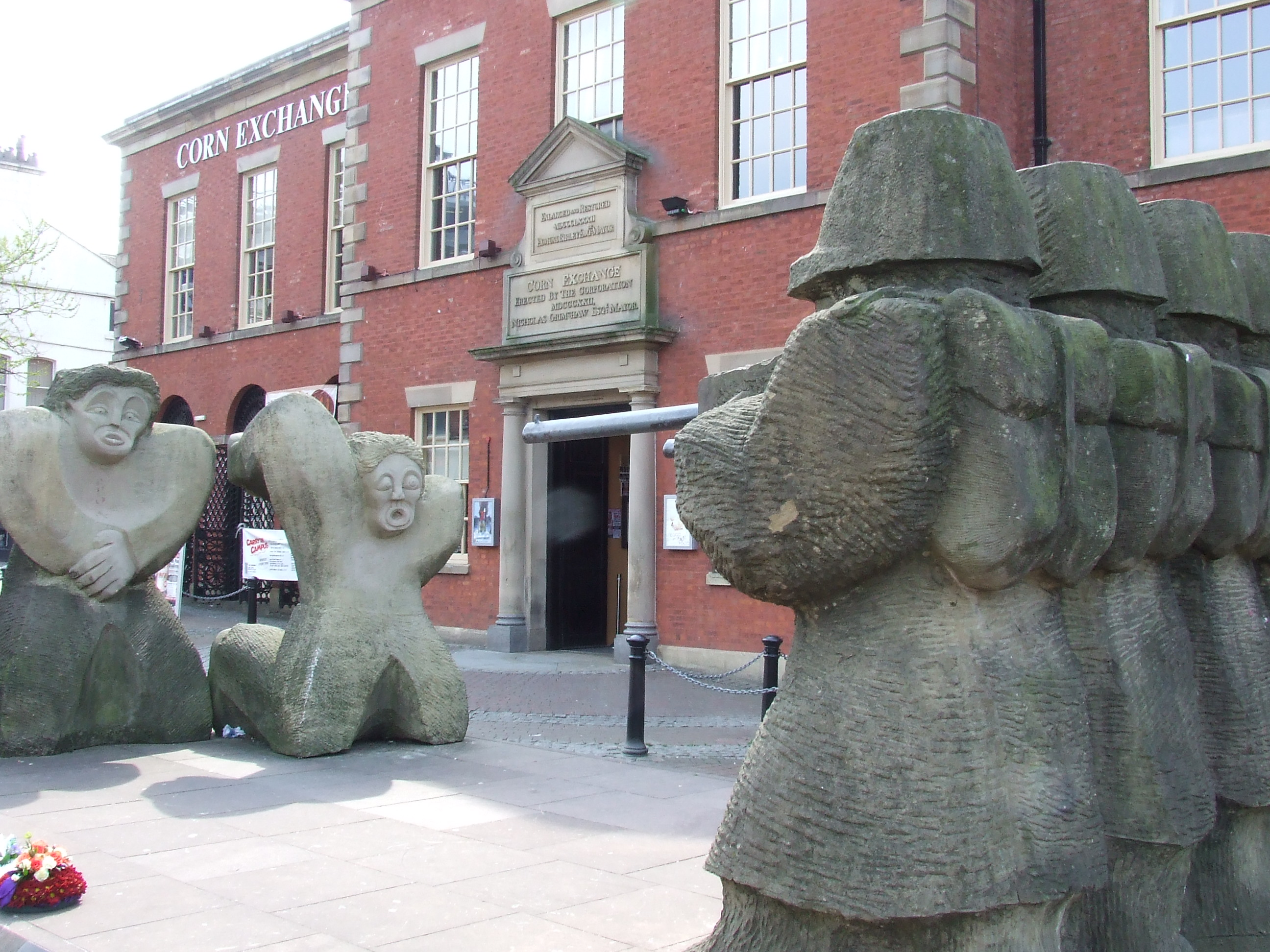
ストライキを記念して作成されたという像

1842年8月16日、マンチェスターと北部のランカシャー地方プレストンで暴動が発生した。
賃金カットに反対する労働者が元の賃金への復帰を求めて手当たり次第に工場の蒸気機関のプラグを引き抜いて工場の操業を妨害し始めたのである。これが点火栓抜き暴動と呼ばれる騒擾で、初期のラッダイト運動のような様相を呈した。また、群衆は駆けつけた警官隊に投石を加えてしだいに乱闘に発展した。群衆は騒擾の勢いを借りてあちこちで人々を勧誘し雪だるま式に膨れ上がっていく。最低賃金法などこの時代にはなかった。賃金は市場原理に任せて雇用主にほしいまま、経営に理性や良心はなかったのである。ある婦人の一団は「私たちには帰る家もない。殺すなら殺せ」と叫んだという。暴動の原因にチャーティズムの思想は無関係であったが、怒れる群衆はとうとう賃上げ要求の旗印として「人民憲章」の法制化を要求しはじめたのである。警官との激しい応酬の後、暴動法のもと警官が発砲して悲劇が生じた。人々は瞬く間に四散していった。多数負傷が発生した上に、支援に当たったチャーティスト指導者4名が死亡し、他の多くがオーストラリアへの流刑に処されている。この闘争は労働者が雇用者の条件を受け入れて職場に復帰しはじめて沈静化するが、現地に据えられた像が示すように、人々の心には深い傷が残された。

## 試練（1842年以降）

### 労働運動との関係
しかし、チャーティストと労働組合の共闘は不確かなものであった。
労働組合の主な関心は、出来高払いの廃止などの賃金問題や時短運動、徒弟制度の維持と入職制限などが中心で、組合に組織された技能系の職種についた熟練労働者は集団互助が早い段階から整備されていたため、政治運動に懐疑的であった。職人の多くが自分の才覚ではなく政治に救いを求めるのは「男の生き方」ではないという見方をしていたためである。機械化以前の技能で生きる職工（労働貴族あるいはアーティザンと呼ばれる）の多くは非常に保守的だったのである。これが多くのクラフト・ユニオン（職種別労働組合）で「ノー・ポリティクス」というルールに発展していく。また、抗議形態もストライキや暴動などの闘争から労使交渉へ、そして一九世紀末には議員に対するロビー活動へと進化していったため、熟練労働者に労働党へと続く道筋はなかった。
それゆえ、オブライエンは労働組合運動に批判的であった。かれは「労働組合は雇用主をして職工の賃金を農業労働者の賃金水準に切り下げないようにするのが関の山である。労働組合は職工の個人的な熟練が重要さをもっている種類の労働には幾らか役に立つであろう。制度を完全に変革することなしに、職工が正当な一日に対して正当な賃金を要求できる望みがあるのであろうか。」と強い不信感を表明していた。この見解に符合するように、紡績業などにつく一般労働者や鉱夫を除いて多くの肉体労働者は疎外された存在だった。1840年代初頭は労働者全体の組合組織率も低い時代状況であったことに加え、綿業労働者は軽作業が多く専門技術に特化してはいなかったため、不況の煽りを受けて賃金カットや失業に晒されやすかった。このような闘争以外に活路を見出せない一般労働者がチャーティスト暴動の支持母体となっていたのである。この一般労働者の不安定さはさらなる運動の模索につながる。

### 土地計画と入植運動
1843年後半、オコナーは「土地計画」なるものを発表した。
土地は飢えた農民を救済する唯一の方法であり、土地の小規模な個人所有の拡大を通じて労働市場に公正をもたらす、それゆえ、土地を地主の独占から勤労者の手に取り戻すという理想を掲げた。方法はシンプルで、基金を設置し、チャーティスト労働者から分割払いで少額の資金を集めてプールし、基金を元手に地主からの土地買収を進めることを計画した。そして、土地は2〜4エーカーほどに分割して小規模の農場を新設し、そこに労働者を入植させるというものであった。ロバート・オウエンによるニューハーモニーといった「共産村」と随所に違いはあったが、これ以降、土地回帰を目指す「小農創設」運動として発展していく。1845年4月「チャーティスト土地会社」が発足、一株2ポンド10シリングで購入を求めた。株を購入した労働者は4200名に達し、9万4000ポンドを積み立てた。1847年頃には「土地計画」が最盛期に突入、チャーティスト運動の再生と活発化に貢献した。
しかし、オブライエンやクーパーらを中心にオコナーへの内外からの批判が強まった。農業経験の乏しい人々の努力は成功し難く挫折して支持者を落胆させるとか、仮に成功してもその恩恵は少数しか享受できない、「土地計画」はチャーティズムを分裂させ、本来の運動目的からそらさせるといったものであった。激しい批判と攻撃により1848年以降は衰退傾向になっていく。一九世紀後半になると、こうした運動はブリテン政府の土地政策でよく似た計画が建てられ、おもにアイルランドで自作農創設策（これは土地購入費の貸出支援策であった）として実施される。

### 1848年革命とチャーティズム

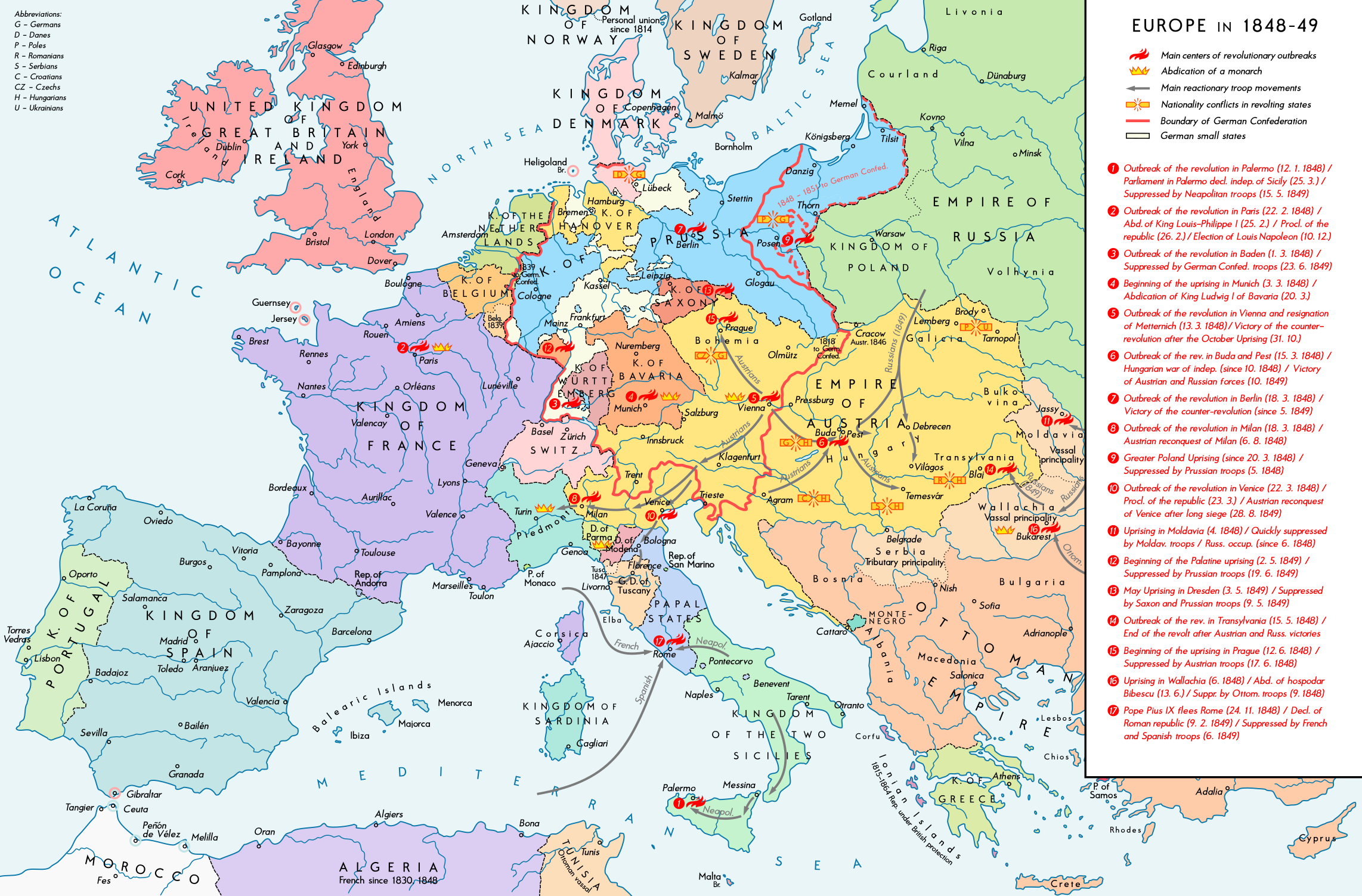
1848年のヨーロッパ

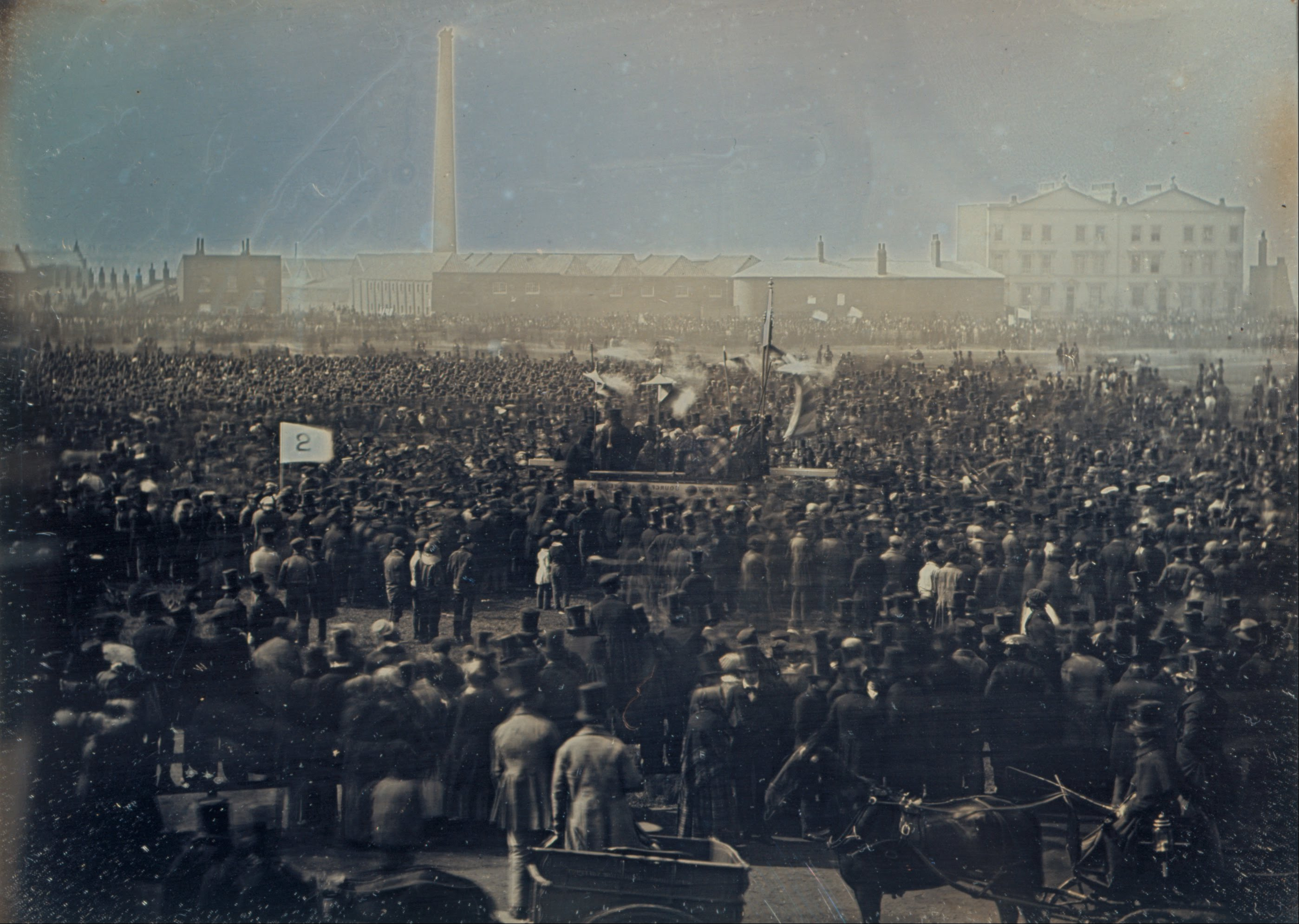
1848年ロンドンのケニントン・コモン広場でのチャーティスト集会

1846年のアイルランドで大飢饉（ジャガイモ飢饉）が発生したほか、1847年末からヨーロッパ各国は深刻な経済不況に苦しむことになる。
このとき、チャーティストはナショナリズム支援運動に取り組んで人々の関心を再び集めることに成功する。多数の外国人亡命者（ポーランド人やカール・シャッパーら正義者同盟を指導したドイツ系社会主義者が含まれる）がチャーティスト運動に合流し、再び国民請願を決行することが計画された。このときの請願運動は外国人送還法によって未発に終わったが、1848年フランス二月革命が勃発したことに刺激され、最後の闘争がはじめられる。こうして、彼らは運動が組織的に展開した最後の局面に突入することになる。
ブリテンでは、第三次国民請願運動が開始される。
署名数500万を目標に掲げて署名運動を展開し、各地で大集会が盛んに開催される。若きチャーティスト弁士アーネスト・チャールズ・ジョーンズは、「組織なくして民衆はモブでしかない、組織を持てばそれは軍隊になる」と語り、運動の再建に務めた。「国民請願」を推進すべく、4月4日、コンベンションが開催された。ジョーンズ、ハーニー、ジョージ・レイノルズをはじめ左派は憲章の採択のためなら暴力的闘争を辞なさいとすると気勢をあげた。オコナー、オブライエン、ドノヴァンなど右派は暴力的方法に訴えることを一切認めずあくまで合法的運動を展開する方針を示した。恒久的な人民議会を4月24日に召集し、女王に陳情書を提出して「人民憲章」を法制化させるまで大会は解散しないことが決議される。
4月10日、請願大集会・請願デモがケニントン・コモン広場でおこなわれる。国民請願の提出後、署名数570万を獲得したと自称していたが、議会にて処理作業したところ、無効署名が多数発見されるなど運動のお粗末さが発覚、署名数も198万足らずでしかなくチャーティスト指導者たちの面子は潰されてしまう。署名のなかに「ヴィクトリア女王」や「ウェリントン公爵」、あるいは「獅子鼻」とか「エイプリル・フール」といったの悪戯な署名や無数の女性たちの署名が含まれていたことから、チャーティストの署名運動は議員の嘲笑の的となって、本格的な審議はなされないままに終わってしまう。
ブリテン社会における選挙権とは言うなれば「特権」であって「立派な人間」（Respectable Man)がもつべき社会的承認の「指標」になるものだったので、誰にでも与えられるものではなかった。これは階級社会特有の考え方なので現代的価値観とは隔たったものであるが、一九世紀の世間一般の労働者もこのことを理解しており、その請願拒否はまさに「恥辱」といっても良いものであった。そのせいで、オコナーはすっかり意気消沈してしまい請願の撤回を余儀なくされた。
ちなみに、署名のおよそ一割が女性の名であったことが知られている。憲章協会には女性部も存在していたし、女性チャーティスト協会などの婦人団体も参加していたためこれは当然のことであった。ただし、国政レベルで婦人参政権が現実味を帯びるのは第一次世界大戦で銃後の貢献を認められるのを待たねばならなかった。悪戯はともかく、チャーティストは後の政治運動、「改革連盟」による第二次選挙法改正運動とは比較にならないほど進取の精神があり進歩的な傾向が強く、婦人参政権にも積極的な立場をとっていた。
一方、政府は蜂起をめぐる陰謀めいた噂を信じて弾圧を強化する。蜂起の噂と関係のない一部の指導者を除いてほとんど逮捕されてしまった。1848年における政府の本格的弾圧は、チャーティストの影響力を著しく削いで、活動の分裂を促す原因となった。そして、その後のブリテン経済が好景気の時代に入って社会の安定を取り戻すことによってチャーティスト運動は最後の崩壊期に至る。

## 1850年代の終局

### 最後の闘争

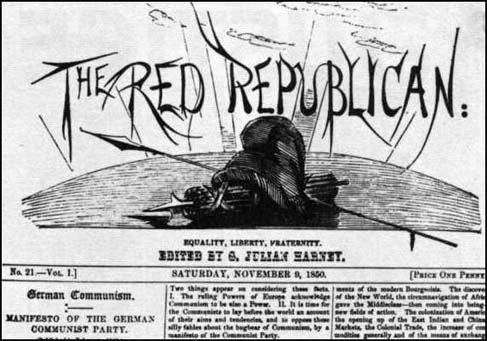
『レッド・リパブリカン』創刊号

1848年後半「全国憲章協会」は政府の弾圧のために空洞化し、チャーティスト諸派の分立状態が進行した。
ラヴェットをはじめ穏健派は「人民連盟」を組織し、リチャード・コブデンやジョン・ブライトなどのブルジョア急進主義に基づく改革運動との提携を試みた。また、ヘザリントンやトマス・クーパーは「人民憲章協会」をつくる。オウエン主義者との提携の後「社会改革連盟」を樹立した。彼らは労働者階級のみで推進する古典的なチャーティズムから離れていたのである。急進派オブライエンの「全国改革連盟」は、成人男子選挙権の獲得のみならず、救貧法改革、税制改革を要求する政治改革運動に取り組む。共産村の建設や土地・鉱山・漁業権国有化運動、通貨改革運動など「社会改革」にも積極的に携わった。一方、より急進的なハーニーは「人民主権」の確立と万国のプロレタリアートの連帯を呼びかけた。『レッド・リパブリカン』を発行、運動の再統一の必要性を高めていった。1850年、同紙はマルクスの『共産党宣言』を掲載している。もはや、チャーティスト運動の一部はマルクス主義へと合流していたのである。
1850年、「民主主義者会議」を開催、チャーティスト各派が集結した。統一目標として万国の労働者の連帯・全資本の共有・人民憲章・労働全収権の獲得が掲げられた。目標実現のための手段に暴力的方法を認めるか否か「人民憲章」と「社会改革」、どちらを優先させるか意見の不一致が生じた。1851年3月、コンベンションが開催され、「人民憲章とそれ以上のもの」の獲得を目指すとして政治的平等に加えて社会的平等に基づく「赤色共和主義」を実現させることが謳われた。国民請願の実行のために「新綱領」が採択された。この綱領は共産主義そのものとなっていた。一切の暴力行為を承認せず、合法的な組織と手段を用いるが、中産階級との提携は行わず、労働者階級の主導権を保障すること、「人民憲章」の完全無欠な獲得を目指すことが確認された。成熟した議会制のもとで普通選挙権を導入できれば「人民主権」を実現できる可能性が十分あるとみなしていた。普通選挙獲得を契機にブリテンで清教徒革命以来の大革命が平和的に進み、やがて「赤色共和主義」が現実になる、その手段として『人民憲章』の実現には大きな意義があると考えられていた。
『ノーツ・トゥ・ザ・ピープル』では土地国有化、完全な政教分離（教会財産の国有化・十分の一税の撤廃）、教育の機会均等（初等教育の義務制・高等教育の無償化）、救貧法や税制の改革（不平等課税撤廃・強度の累進税導入）、労働問題の恒久的解決（賃金奴隷制の廃止・協同組合原理の推進・全国的社会連合体の組織化）、商業問題の解決（階級政府の国債の完全償却・通貨改革）、軍隊の民主化、出版の自由の保障が掲げられた。

### 消滅
しかし、このときチャーティスト運動はすでに孤立無援となっていた。
1855年、ファーガス・オコナーが死去し、好敵手であったロバート・オウエンもまもなく世を去った。チャーティスト指導者の多くは既に老境に差し掛かっており、一人また一人と消えていった。こうして彼らの死後わずか数年で運動は急激に衰退して回復できないまま結局崩壊していくのである。革命的な政治思想、分裂分派、運動の発展による組織の拡大に対して自己コントロール能力が伴わなかったということが衰退の背景にあった。もう一つ理由がある。それは社会環境の変化であった。労働運動の世界では、労働者の生活改善のために共済を重視した機械工合同組合という新型組合が登場し、「ノー・ポリティクス」が支配的となっていく。1850年代以降の好景気による運動の主力である労働者が政治闘争から遠ざかりはじめ、やがてチャーティズムの理想から完全に離れ去っていった。これに対して、サミュエル・スマイルズの『自助論』に見られる、「自由主義」・「個人主義」の価値観が労働者に受け入れられ、結果的には、ブリテンでは革命的な民主主義や社会主義は1860年代の時点で定着しなかった。チャーティスト指導者は過激な革命思想を語り人々を扇動するばかりで、政治的な戦術能力は乏しかったのであろう。極端な理想主義にひた走り、いつのまにか社会的時勢から外れていたのである。1869年から70年にかけてイングランド北部を旅行した老チャーティストのトマス・クーパーは次のように述べている。
チャーティスト時代の革命的理想主義からの反動は完璧であった、とマックス・ベアは評している。
一方、第一次改正で選挙権を得た中産階級の体制化はかなり進んでいて、議会がチャーティズムの挑戦に対して十分対処することができたこともチャーティストが敗北した理由の一端であろう。1850年代末以降、グラッドストンの自由主義が大衆運動のあり方を決定していく。
チャーティストと競合してきたブライトなどの急進主義者たちは、革命を回避しながらも労働者階級と連携を強めて、社会主義なき民主主義の実現を目指した。この立場は第二次選挙法改正運動に極めて大きな影響を与え、1860年代、労働者階級から登場した「成人男子選挙権協会」とその後継団体「改革連盟」は、反社会主義の方向からより積極的で急進的な選挙法の改正を要求していく。改革連盟は自由党に迎合的な組織で、その運動はチャーティズムの精神とは全く正反対のものであった。（「ロンドン労働者協会」（1866年）は例外的で、ロバート・ハートウェルというチャーティスト派のジャーナリストが設立者ジョージ・ポッターを支え『ビー・ハイブ』を発行していたし、アーネスト・ジョーンズは自由党迎合の姿勢に反発して一時離脱するが、改革連盟の執行委員の一人として運動に参加していた。チャーティズムと第二次選挙法改正運動の共存も一部に見られる）。選挙権拡大の政治的動機も人権思想ではなく社会への貢献を重視する特権主義の発想が原点であったが、そのことがむしろグラッドストンの信頼につながり、チャーティストにできなかったこと、すなわち熟練労働者の選挙権獲得を実現し、不合理な労働条件の改善や労働法の整備など社会改革分野での成果も次々と達成していった。改革連盟の指導者たちは、チャーティストよりもはるかにまともで「立派な人間」（Respectable Man)であるという議会指導者に認識されたことで成功を収めたと見て良いだろう。

### 運動の歴史的意義
では、チャーティスト運動の意義はなんだったのであろうか。
労働者の階級団結を強めてその政治的影響力を飛躍的に高めたこと、集権的組織の形成を促したこと、選挙権の拡大を要求する国民的世論を拡大させたことに運動の意義がある。これは、第二次選挙法改正（1867）、第三次選挙法改正（1884）を促して戸主参政権の導入の下地をなすものとなった。
また、労働組合の存在と活動を議会に承認させるという組合指導者たちの野心は、彼らをチャーティスト運動と同様の道筋へと導いていった。そう、かつてチャーティストが呼びかけていた政治の改革、熟練労働者に対する選挙権の拡大要求へと収斂していったのである。チャーティスト運動の経験は、労働時間を短縮したり法定労働時間を設定するにはまず何が必要なのかを示唆し、目標実現のための具体的な方向性を改革連盟指導者たちに示したとも言えるであろう。
さらに、マルクスの共産主義思想の形成に一役果たす一方で、自由党や保守党に働きかけ労働者保護のための労働立法・社会立法の制定を盛んに促す自由・労働主義の時代が終わったときに、議会主義的活動に根拠を置くイギリス社会主義フェビアン主義を誕生させ、それがやがて労働党へとつながる道筋になったことも重要である。
おわりに、チャーティスト運動の誕生・発展・衰退の模様を見てきた。そこからは、フランス革命の影響を受けたチャーティストが当時の議会体制への労働者の不満を吸収して出発したこと、主目的である「人権」の拡大と「人民主権」の確立を「人民憲章」の成立で成し遂げようと活動していたこと、政治改革だけでなく社会改良にまで踏み込んで運動を展開していったという「挑戦」の姿が見えている。確かにチャーティスト運動は挫折を余儀なくされたが、この運動は全く無意味であるわけではない。当時の労働者階級の政治意識を高め、後に選挙法改正と労働者保護の必要性を社会の上層部の人々に意識させる契機になったのではないか。チャーティズムの歴史的成果は高く評価されている。